# Ngô Phương Ly
Ngô Phương Ly (geboren 1970), is een Vietnamese journalist en de vrouw van, President van Vietnam en Secretaris-generaal van de Communistische Partij van Vietnam Tô Lâm

## Biografie.
Ngô Phương Ly groeide op in een gezin met een zus. Haar vader was regisseur van animatiefilms en haar moeder actrice. Ze ging zelf ook werken in de media waar ze televisieprogramma's produceerde en werd uiteindelijk het hoofd van de afdeling Cultuur en Kunst van de Vietnamese televisie. Ze is een van de makers van het programma Người xây tổ ấm van de zender VTV3.

## Foto's

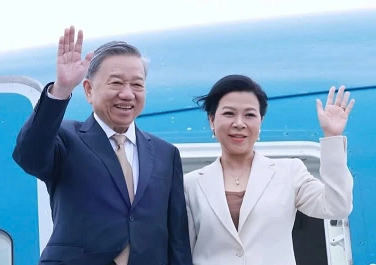
Tô Lâm en Ngô Phương Ly op Cuba in 2024

## Persoonlijk
Ngô Phương Ly is getrouwd met Tô Lâm, president van Vietnam in 2024.